# بیلوویتسه (ناحیه اوهرسکه هرادیشتی)
بیلوویتسه (به چکی: Bílovice) یک منطقهٔ مسکونی در جمهوری چک است که در ناحیه اوهرسکه هرادیشتی واقع شده‌است. بیلوویتسه ۶٫۵۶ کیلومتر مربع مساحت و ۱٬۷۰۸ نفر جمعیت دارد و ۱۹۴ متر بالاتر از سطح دریا واقع شده‌است.